# 苻绍
苻绍（?—?），是十六国前秦宗室、后燕官员，是苻坚堂弟。
高城男爵苻绍在他的封地高城（今河北省盐山县东南故城）。384年（东晋太元九年；前秦建元二十年；后燕燕元年）五月，前秦的苻定、苻绍全都投降了后燕。385年（东晋太元十年；前秦太安元年；后燕燕二年），苻绍和苻定、苻谟、苻亮听说苻丕即位前秦皇帝，全都从河北派遣使者前来谢罪。十一月，苻丕任命苻绍为冀州都督，晋升爵位为郡公。386年（东晋太元十一年；前秦太安二年；后燕建興元年），后燕皇帝慕容垂派太原王慕容楷、赵王慕容麟、陈留王慕容绍、章武王慕容宙攻打前秦苻定、苻绍、苻谟、苻亮等。慕容楷写信给他们，苻定等人全都投降。慕容垂封苻定等人为侯，以报答苻坚的恩德。